# Sphinx arthuri
Sphinx arthuri is een vlinder uit de familie van de pijlstaarten (Sphingidae). De wetenschappelijke naam van de soort werd in 1897 gepubliceerd door Lionel Walter Rothschild.